# Gambat
Gambat es una localidad de Pakistán, en la provincia de Sindh.

## Demografía
Según estimación 2010 contaba con 29141 habitantes.